# Ясинове (Кропивницький район)
Ясино́ве — село в Україні, в Олександрівській селищній громаді Кропивницького району Кіровоградської області. Населення становить 394 осіб. Колишній центр Ясинівської сільської ради.

## Населення
Згідно з переписом УРСР 1989 року чисельність наявного населення села становила 260 осіб, з яких 111 чоловіків та 149 жінок.
За переписом населення України 2001 року в селі мешкали 394 особи.

### Мова
Розподіл населення за рідною мовою за даними перепису 2001 року:
| Мова       | Відсоток |
| ---------- | -------- |
| українська | 91,37 %  |
| російська  | 7,61 %   |
| білоруська | 0,25 %   |
| вірменська | 0,25 %   |
| молдовська | 0,25 %   |
| інші       | 0,27 %   |